# Shadow of the Beast III
A Shadow of the Beast III (röviden: Beast III vagy SotB3) egy akció-platformjáték, melyet a Reflections Interactive fejlesztett és a Psygnosis adott ki 1992-ben Amigára.

## Háttértörténet
A Shadow of the Beast III ott folytatódik, ahol a második rész véget ért, Zelek halálával, a hugocska kiszabadításával és a visszanyert eredeti emberi alakkal. Ünneplés helyett Aarbron azonban végső leszámolásra indul a Beast Lorddal, Maletoth-tal. Ahhoz azonban, hogy sikerrel vehesse fel a harcot a Gonosszal, négy pályáról négy tárgyat kell begyűjtenie, melyek:
- Louq-Garou koponyája,
- A Létezés Kvintesszenciája,
- Pendek buzogánya és
- Hodag kristályai.

## Játékmenet
A Shadow of the Beast III is egy balról jobbra parallax technikával szkrollozó akció platformjáték. A harmadik részből eltűnt a kérdezősködés a játék többi szereplőjétől, így a programban a logikai feladványokon van a fő hangsúly. Jelentősen javult a játszhatóság, mely abban nyilvánul meg, hogy örökélet csalás (cheat) nélkül is végig lehet játszani a játékot. A botkormányon kívül egyetlen billentyűre lesz szüksége a játékosnak, mégpedig a SPACE-re, mellyel a karakternél lévő tárgyak között lehet válogatni.
A játékban négy pályán kell magát végigküzdenie a játékosnak. Mindig a soron következő kettő közül lehet választani, de mivel úgyis mindegyiket teljesíteni kell, ezért célszerű sorban haladni. Minden pálya tele van logikai fejtörőkkel és likvidálandó ellenségekkel. A négy pálya sorrendben:
- Zeakras erdeje
- Dourmoor erődje
- Bidhar barlangjai
- Nosthomak[2]

## Fogadtatás
| Szerző                   | Értékelés |
| ------------------------ | --------- |
| Aktueller Software Markt | 75%       |
| Amiga Action             | 91%       |
| Amiga Format             | 58%       |
| Amiga Power              | 71%       |
| CU Amiga                 | 88%       |
| Moby Score               | 8,0       |

Az 576 KByte magazin 1992. évi novemberi számában készített leírást a játékról, melyet azzal kezd, hogy a Psygnosis "fogta az előző két rész legjobb tulajdonságait, ezt ötvözték egy tökéletes játszhatósággal s így megalkották 1992 eddigi legjobb játékát." Majd azzal folytatja, hogy "a játék végső képe csak mostanra, a harmadik részre forrott ki igazán."
Az Amiga Action szerint "egy álom vele játszani", az Aktueller Software Markt (ASM) pedig úgy látta, hogy "tanultak a régi hibáikból, az előző részek sivárságát megszüntették." Az Amiga Power azt írta, hogy "egy igazán jó játék, de a nap végén, nem biztos, hogy eleget kapsz a pénzedért."